# علي بن دبكة
علي بن دبكة (مواليد 13 سبتمبر 1976 في القبة ) لاعب وسط كرة قدم جزائري. يلعب حاليا مع مولودية باتنة في الرابطة الجزائرية المحترفة الأولى.
قضى بن دبكة معظم حياته المهنية مع حسين داي في الرابطة الجزائرية المحترفة الأولى. كما شارك في خمس مباريات مع المنتخب الجزائري لكرة القدم.

## مع الفريق الوطني
| منتخب الجزائر | منتخب الجزائر | منتخب الجزائر |
| سنة           | المباريات     | الأهداف       |
| ------------- | ------------- | ------------- |
| 1999          | 1             | 0             |
| 2000          | 0             | 0             |
| 2001          | 0             | 0             |
| 2002          | 0             | 0             |
| 2003          | 2             | 0             |
| مجموع         | 3             | 0             |

## روابط خارجية
- علي بن دبكة على موقع قاعدة بيانات كرة القدم.إي يو (الإنجليزية)
- علي بن دبكة على موقع ناشيونال فوتبول تيمز (الإنجليزية)